# Растороцкий, Владислав Степанович
Владислав Степанович Растороцкий (14 июня 1933 года, Свобода — 2 июля 2017, Ростов-на-Дону) — советский и российский тренер по спортивной гимнастике. Мастер спорта СССР (1957). Заслуженный тренер СССР (1972). Заслуженный работник физической культуры РСФСР (1976). Почётный гражданин города Лиски (1987).

## Биография
Владислав Степанович Растороцкий родился 14 июня 1933 года в посёлке Свобода (ныне город Лиски Воронежской области). Начал заниматься спортивной гимнастикой в средней школе под руководством учителя физкультуры А. Д. Резцова. Во время учёбы в Лискинском железнодорожном училище № 3, Растороцкий выступал за ДСО «Трудовые резервы» и параллельно работал кочегаром, а позже — помощником машиниста паровоза. В 1951 году он поступил в Воронежский педагогический институт, где тренировался у А. Н. Мурченко. Также учился тренерскому мастерству в Воронежской школе высшего спортивного мастерства у Ю. Э. Штукмана.
После окончания института Растороцкий стал тренером в Воронежском Доме офицеров. Через 2 года он переехал в Грозный, где начал преподавать в педагогическом институте и тренировать в ДЮСШ «Динамо». 
С 1967 по 1985 год являлся тренером сборной команды СССР по спортивной гимнастике. В 1974 году переехал работать в Ростов-на-Дону. Также несколько лет занимался тренерской деятельностью за рубежом: с 1989 по 1991 год — во Франции, с 1994 по 1996 год — в Китае. С 2001 по 2015 год жил в городе Лиски, где возглавлял созданную им специализированную детско-юношескую спортивную школу по спортивной гимнастике.
Наиболее высоких результатов среди его воспитанниц достигли:
- Людмила Турищева — четырёхкратная олимпийская чемпионка (1968, 1972, 1976), семикратная чемпионка мира (1970, 1974)[4][5],
- Наталья Шапошникова — двукратная олимпийская чемпионка 1980 года, чемпионка мира 1978 года,
- Наталья Юрченко — трёхкратная чемпионка мира (1983, 1985),
- Альбина Шишова — чемпионка мира 1983 года.

Владислав Степанович умер 2 июля 2017 года в Ростове-на-Дону, где в последний год жил у сына. Похоронен на Северном кладбище.

## Награды и звания
- Орден Трудового Красного Знамени (1968).
- Почётное звание «Заслуженный тренер СССР» (1972).
- Орден Дружбы народов (1974).
- Почётное звание « Заслуженный работник физической культуры РСФСР» (1976).
- Орден «Знак Почёта» (1976, 1980)[11].
- Почётный гражданин города Лиски (1987)[12].